# 况澄 (高安人)
况澄，生卒年不詳，籍贯江西高安人，明朝政治人物 ，监生出身。

## 簡歷
按《古今图书集成•氏族典卷•诸姓部》的记载：况澄，按《寿张县志》，监生，高安人，嘉靖二十三年任知县。